# Pezë
Pezë là một đô thị trong quận Tirana thuộc hạt Tirana, Albania. Dân số năm 2005 là 5157 người.